# Stabilimento d'artiglieria ai Riformati
Lo stabilimento d'artiglieria ai Riformati, originariamente chiamato artillerie etablissement Riformati, è stata una struttura militare adibita al ricovero dell'artiglieria assegnata alla fortezza asburgica, situato ai limiti del centro storico di Verona, in prossimità della cinta magistrale. Il complesso è stato demolito durante gli anni cinquanta del Novecento per fare spazio a piazza Renato Simoni.

## Storia e descrizione
Il laboratorio, localizzato lungo la strada di circonvallazione interna, accanto al convento di Santo Spirito (demolito nel 1852 per edificare il nuovo ospedale di guarnigione), venne edificato tra il 1836 e il 1837, in contemporanea con gli imponenti lavori di ristrutturazione della cinta magistrale diretti dall'ingegnere austriaco Franz von Scholl. Nel suo impianto originario lo stabilimento, situato all'interno di un recinto di sicurezza di circa 185 x 140 m, comprendeva la polveriera per il tempo di guerra, quattro capannoni a pianta rettangolare e struttura lignea, allineati nel settore nord-ovest, e la casa del magazziniere a nord.
In tempo di pace lo stabilimento serviva al ricovero degli affusti per le bocche da fuoco assegnate all'intera cinta magistrale di destra d'Adige. La maggior parte delle artiglierie, infatti, non era mantenuta in postazione: le bocche da fuoco, smontate, potevano essere custodite anche all’aperto, mentre gli affusti di legname erano ricoverati in appositi magazzini al fine di garantirne la conservazione ottimale e per facilitare l'esecuzione delle necessarie manutenzioni periodiche.

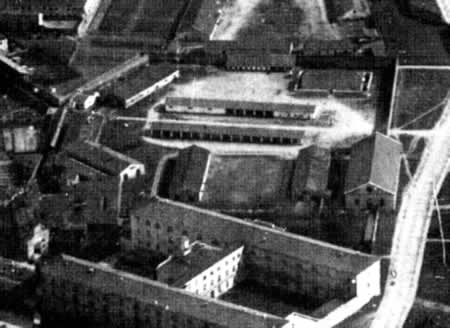
Il laboratorio in una fotografia aerea degli anni 1930

Nel 1841 i primi quattro capannoni di legname vennero sostituiti da due nuovi magazzini in muratura; a questi, nel 1860, vennero aggiunti altri due magazzini di struttura simile, oltre a un nuovo corpo di guardia a sud del stabilimento. I quattro depositi erano caratterizzati in pianta da una doppia navata, da una massiccia struttura muraria perimetrale e una serie di pilastri centrali. Tre di essi erano a pianta rettangolare, due situati nel settore nord-ovest e uno nel settore est, mentre il quarto deposito, di maggiori dimensioni, era a pianta longitudinale spezzata e situato presso l'angolo settentrionale del recinto.
Alla fine degli anni 50 del Novecento, l'intero stabilimento di artiglieria è stato demolito per realizzare un nuovo ingresso in città (la breccia di via Città di Nimes) e la piazza Renato Simoni.